# Thuja occidentalis 'Brabant'
Thuja occidentalis 'Brabant' — сорт туи западной (Thuja occidentalis), один из наиболее быстрорастущих сортов этого вида.

## Описание
Высота деревьев — обычно до 3,5 м, иногда (например, в условиях юго-востока Украины) деревья могут в высоту достигать 15—20 м. Крона средней плотности, колонновидная или коническая, может быть в диаметре до 3—4 м. Годовой прирост в высоту составляет до 30 см, в ширину — до 10 см. Кора красноватая либо серовато-коричневая, с возрастом отслаивающаяся.

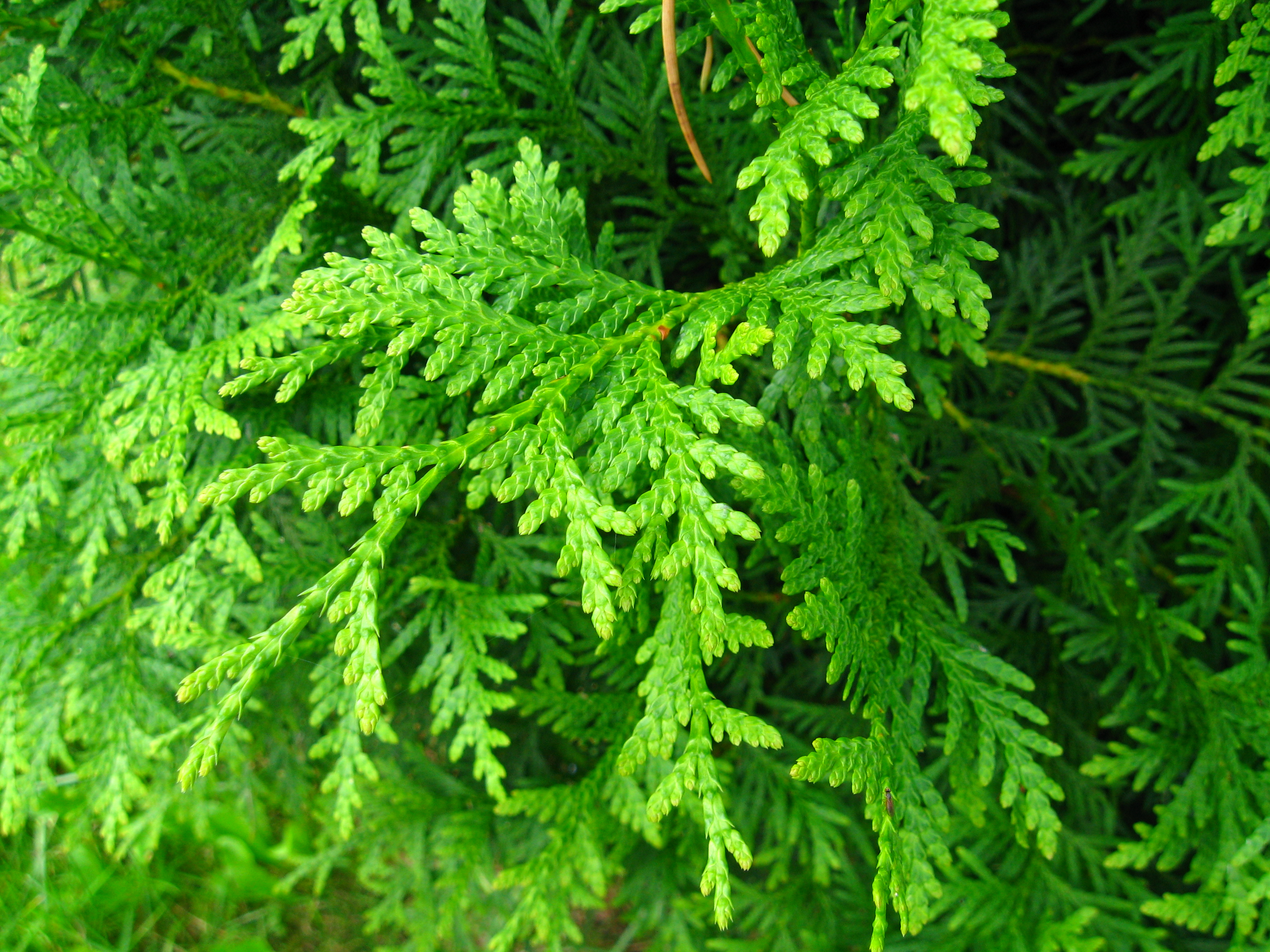
Туя западная, сорт 'Brabant'. Платикладии (плоские системы трофических побегов)

Как и у других представителей рода, побеги могут быть двух типов: ростовые, служащие для захвата пространства, — и трофические (пищевые), основным назначением которых является фотосинтетическая деятельность. Ростовые побеги характеризуются радиальной симметрией и относительно длинными междоузлиями, трофические — дорсовентральным строением, ограниченным ростом, уплощённым стеблем и ветвлением в одной плоскости. В результате такого ветвления трофические побеги образуют плоские системы (так называемые платикладии), являющиеся аналогами сложных листьев; после завершения роста (обычно через 2—3 сезона) платикладии полностью засыхают и опадают целиком. Ростовые побеги в процессе развития либо формируют скелетные ветви, либо завершаются платикладием. Чётковидных (с перетяжками) побегов у данного сорта не бывает.
Листья платикладиев чешуевидные, зелёные, зимой их цвет не меняется. Латеральные (боковые, краевые) листья — с прямой спинкой и острой прямой верхушкой, край латерального листа прямой. Фациальные (лицевые) листья — с заострённой верхушкой и едва заметной желёзкой на спинке. Листья ростовых побегов — с острыми верхушками. Устьичные полоски, который располагаются на нижней стороне как латеральных, так и фациальных листьев, едва заметны, имеют желтоватую окраску; могут иметь форму как полосок, так и треугольников.

## Культивирование
Сорт теневыносливый, морозоусточивый. Предпочитает плодородные суглинки с достаточным увлажнением, однако в целом как к почве, так и к уровню её увлажнения нетребователен: хорошо переносит и повышенную сухость, и избыточную влагу. Хорошо переносит стрижку.
Используется как в одиночных, так и в групповых посадках. Сорт пригоден для создания живых изгородей, в этом случае рекомендуемая частота посадки в ряду составляет от 50 до 70 см. В Ленинградской области в отдельные годы ветви повреждаются от высокой снеговой нагрузки. В ранневесенний период хвоя может повреждаться солнечными ожогами. 
В справочнике «Виды и формы хвойных, культивируемые в России» указано, что год введения в культуру неизвестен.